# Seóirse Bodley
Pour les articles homonymes, voir Bodley.
Seóirse Bodley, né le 4 avril 1933 à Dublin et mort le 17 novembre 2023, est un compositeur et pédagogue irlandais.

## Biographie
Jusqu'en 1957, Seóirse Bodley étudie la musique à la Royal Irish Academy of Music de Dublin et à l'University College Dublin. De 1957 à 1959, il complète sa formation à l'École supérieure de musique de Stuttgart, en composition (avec Johann Nepomuk David), piano et direction d'orchestre. Il étudie en profondeur le chant traditionnel gaélique, et sa musique reflète cet intérêt. Il s'intéresse aussi au sérialisme et aux combinaisons instrumentales nouvelles.
De 1959 à 1988, Seóirse Bodley enseigne la musique à l'University College Dublin (où il obtient un doctorat en 1960). Parmi ses élèves, on peut nommer Jerome de Bromhead.
Membre fondateur de l'association artistique irlandaise Aosdána en 1981, Seóirse Bodley en est Saoi (sage) depuis 2008.
Ses compositions sont influencées par divers courants de la musique contemporaine, ainsi que par la musique traditionnelle irlandaise. Parmi elles figurent des pièces pour piano, de la musique de chambre (dont quatre quatuors à cordes), cinq symphonies (plus deux symphonies de chambre et une sinfonietta) et de la musique vocale (dont des œuvres pour voix et piano et trois messes).

## Compositions (sélection)

### Pièces pour piano
- 1963 : Prelude, Toccata and Epilogue
- 1972 : The Narrow Road to the Deep North
- 1977 : Aislingí
- 1999 : Chiaroscuro ; News from Donabate
- 2002 : An Exchange of Letters

### Musique de chambre
- 1952 : Capriccio no 1 pour violon et piano
- 1958 : Sonate pour violon et piano
- 1968 : Quatuor à cordes no 1 ; Scintillae pour 2 harpes irlandaises
- 1973 : September Preludes pour flûte et piano
- 1983 : Celebration Music pour 3 trompettes et quatuor à cordes (ou orchestre de chambre)
- 1986 : Trio pour flûte, violon et piano
- 1987 : The Fiddler pour trio à cordes et récitant
- 1989 : Phantasms pour flûte, clarinette, harpe et violoncelle
- 1992 : Quatuor à cordes no 2
- 1995 : Ceremonial Music pour quintette de cuivres
- 2004 : Quatuor à cordes no 3
- 2007 : Quatuor à cordes no 4
- 2014 : Dancing in Daylight, trio avec piano

### Musique pour orchestre

#### Symphonies
- 1959 : Symphonie no 1
- 1964 : Symphonie de chambre no 1
- 1980 : Symphonie no 2 I Have Loved the Lands of Ireland ; Symphonie no 3 Ceol, avec soprano, mezzo-soprano, ténor, baryton, récitant, chœur mixte et chœur d'enfants
- 1982 : Symphonie de chambre no 2
- 1991 : Symphonie no 4 ; Symphonie no 5
- 1999 : Sinfonietta

#### Autres œuvres pour orchestre
- 1952 : Music for Strings, pour orchestre à cordes
- 1957 : Salve Maria Virgo
- 1961 : Divertimento pour orchestre à cordes
- 1967 : Configurations
- 1975 : A Small White Cloud Drifts Over Ireland
- 2004 : Metamorphoses on the Name Schumann

### Musique vocale
- 1956 : An Bhliain Lán pour ténor et chœurs a cappella
- 1960 : An Bás is an Bheatha pour chœurs a cappella
- 1962 : Trí Aortha pour chœurs a cappella
- 1965 : Never to Have Lived is Best, cycle pour soprano et orchestre
- 1970 : Meditations on Lines from Patrick Kavanagh pour voix d'alto et orchestre
- 1973 : Ceathrúintí Mháire Ní Ógáin pour soprano et orchestre
- 1976 : Mass of Peace pour chœurs à l'unisson et orgue
- 1977 : A Chill Wind pour chœurs a cappella
- 1978 : Transitions pour mezzo-soprano, 2 récitants et 2 pianos (dont un préparé) ; A Girl, cycle pour mezzo-soprano et piano
- 1979 : Mass of Joy pour contre-ténor, chœurs à l'unisson et orgue ; The Radiant Moment pour chœurs a cappella
- 1983 : The Bansheee pour soprano, mezzo-soprano, ténor, baryton et sons électroniques
- 1984 : A Concert Mass pour soprano, mezzo-soprano, ténor, baryton, chœurs et orchestre à cordes
- 1985 : A Passionate Love pour mezzo-soprano et piano
- 1987 : The Naked Flame pour mezzo-soprano et piano
- 1988 : Carta Irlandesa pour mezzo-sorpano et piano
- 1996 : Fraw Musica pour mezzo-soprano, chœur d'enfants et orchestre de chambre
- 1997 : Pax Bellumque pour soprano, flûte, clarinette, violon et piano
- 2002 : After Great Pain pour voix de femme et piano
- 2004 : Mignon and the Harper pour soprano, baryton et piano
- 2011 : The Hiding Places of Love pour soprano et piano
- 2012 : Gretchen pour soprano, mezzo-soprano, ensemble vocal et piano